# Stavkokaz
Stavkokàz (pogovorno tudi štrajkbreher; nemško Streikbrecher) je posameznik, ki opravlja redno delo v podjetju ali ustanovi, kjer je razglašena ali načrtovana stavka. Pod tem pojmom se razume redne delavce, ki so zavrnili poziv na stavko, ali pa osebe, ki jih je delodajalec najel po začetku stavke s pozivom k nadaljevanju rednega dela in/ali z izvajanjem finančnega ali psihološkega pritiska na stavkajoče delavce.
Zakonodaje raznih držav na različne načine regulirajo uporabljanje stavkokazov, tako da je ponekod zaposlovanje stavkokazov v času trajanja stavke dovoljeno, ponekod pa izrecno prepovedano. V ZDA se stavkokazev uporablja za delo v veliko večji meri kot v katerikoli drugi industrializirani državi.